# Jacques Cousteau meséi az óceánról
Jacques-Yves Cousteau, azaz Cousteau kapitány közismert francia tengerkutató, felfedező, természettudós és filmkészítő volt, aki életét a tengeri felfedezéseknek szentelte.
A Jacques Cousteau meséi az óceánról vagy Jacques Cousteau tengeri kalandjai (eredeti cím: Les Aventures fantastiques du commandant Cousteau vagy Jacques Cousteau's Ocean Tales) francia–kanadai televíziós 2D-s számítógépes animációs sorozat. Első megjelenése 2003. június 26-án volt Franciaországban, míg Magyarországon a Minimax kezdte el sugározni 2003-ban, majd 2009-ben új szinkronnal az M2 is adta. A sorozatnak egy évada készült.

## Szereplők
- Jacques Cousteau
- Yanis

## Magyar hangok
| Szereplő         | Eredeti hang       | Magyar hang                        | Magyar hang                   |
| Szereplő         | Eredeti hang       | 1. magyar változat (Minimax, 2003) | 2. magyar változat (M2, 2008) |
| ---------------- | ------------------ | ---------------------------------- | ----------------------------- |
| Jacques Cousteau | Christophe Malavoy | Rosta Sándor                       | Rosta Sándor                  |
| Yanis            | ?                  | Csík Csaba Krisztián               | Bognár Tamás                  |
| Reina            | ?                  | Mics Ildikó                        | Németh Kriszta                |

- További szereplők (1. szinkronban): Albert Gábor, Balázsi Gyula, Beratin Gábor, Dobránszky Zoltán, Katona Zoltán, Oláh Orsolya, Németh Kriszta, Pálmai Szabolcs, Seszták Szabolcs, Simonyi Piroska, Vizy György
- További szereplők (2. szinkronban): Baráth István, Bogdányi Titanilla, Bolla Róbert, Czető Roland, Csuha Lajos, Háda János, Makay Sándor, Moser Károly, Orosz István, Szabó Máté, Szvetlov Balázs, Talmács Márta, Uri István

## Epizódok
|     |                                      |                                    |  |  |  |
| 1.  | Szörnyeteg a mélyben                 | Le monstre des ténèbres            |  |  |  |
|     |                                      |                                    |  |  |  |
| 2.  | A kék lyuk temploma                  | Le temple des trous bleus          |  |  |  |
|     |                                      |                                    |  |  |  |
| 3.  | A szerelmes kék bálna                | Les amours des baleines bleues     |  |  |  |
|     |                                      |                                    |  |  |  |
| 4.  | A krokodil szelleme                  | L'esprit du crocodile              |  |  |  |
|     |                                      |                                    |  |  |  |
| 5.  | Élettér                              | Espace vital                       |  |  |  |
|     |                                      |                                    |  |  |  |
| 6.  | Pörölycápák a Coco-szigeten          | Les requins-marteaux de l'île Coco |  |  |  |
|     |                                      |                                    |  |  |  |
| 7.  | Az óriáspolip csókja                 | Le baiser de la pieuvre géante     |  |  |  |
|     |                                      |                                    |  |  |  |
| 8.  | A tengeri kígyó                      | Le mystère de la licorne de mer    |  |  |  |
|     |                                      |                                    |  |  |  |
| 9.  | A tenger titkai                      | Les ondulations secrètes           |  |  |  |
|     |                                      |                                    |  |  |  |
| 10. | Kaland a zátonynál                   | Les rescapés du récif              |  |  |  |
|     |                                      |                                    |  |  |  |
| 11. | Katasztrófa a tengeren               | L'apocalypse venue de la mer!      |  |  |  |
|     |                                      |                                    |  |  |  |
| 12. | A kérges teknősök vándorlása         | L'odyssée de la tortue-luth        |  |  |  |
|     |                                      |                                    |  |  |  |
| 13. | Egy veszélyeztetett faj: a barátfóka | La grotte des phoques-moines       |  |  |  |
|     |                                      |                                    |  |  |  |
| 14. | A floridai hableány                  | La sirène de Miami                 |  |  |  |
|     |                                      |                                    |  |  |  |
| 15. | A víz alatti ház                     | L'énigme du Yucatán                |  |  |  |
|     |                                      |                                    |  |  |  |
| 16. | Atlantisz keresése                   | A la recherche de l'Atlantide      |  |  |  |
|     |                                      |                                    |  |  |  |
| 17. | Az elsüllyedt óriás                  | Le géant englouti                  |  |  |  |
|     |                                      |                                    |  |  |  |
| 18. | A szürke bálna menedéke              | Le sanctuaire des baleines grises  |  |  |  |
|     |                                      |                                    |  |  |  |
| 19. | Kincs az óceánban                    | Les trésors de l'océan             |  |  |  |
|     |                                      |                                    |  |  |  |
| 20. | El Nino                              | El niño                            |  |  |  |
|     |                                      |                                    |  |  |  |
| 21. | A delfinem a nővérem                 | Mon dauphin, ma sœur               |  |  |  |
|     |                                      |                                    |  |  |  |
| 22. | A tenger forrása                     | Les racines de la mer              |  |  |  |
|     |                                      |                                    |  |  |  |
| 23. | A Gibraltári-szoros                  | Le détroit de Gibraltar            |  |  |  |
|     |                                      |                                    |  |  |  |
| 24. | A tenger kizsákmányolói              | Les moissonneurs de la mer         |  |  |  |
|     |                                      |                                    |  |  |  |
| 25. | Hiszem, ha látom                     | Voir, c'est croire                 |  |  |  |
|     |                                      |                                    |  |  |  |
| 26. | Az angolnák vándorlása               | Le périple des anguilles           |  |  |  |